# Município de Perry (condado de Licking, Ohio)
O município de Perry (em inglês: Perry Township) é um município localizado no condado de Licking no estado estadounidense de Ohio. No ano de 2010 tinha uma população de 1.603 habitantes e uma densidade populacional de 24,73 pessoas por km².

## Geografia
O município de Perry encontra-se localizado nas coordenadas 40° 07′ 48″ N, 82° 14′ 14″ O. Segundo o Departamento do Censo dos Estados Unidos, o município tem uma superfície total de 64.82 km², da qual 64,66 km² correspondem a terra firme e (0,24 %) 0,16 km² é água.

## Demografia
Segundo o censo de 2010, tinha 1.603 habitantes residindo no município de Perry. A densidade populacional era de 24,73 hab./km². Dos 1.603 habitantes, o município de Perry estava composto pelo 97,26 % brancos, o 0,44 % eram afroamericanos, o 0,56 % eram amerindios, o 0,25 % eram asiáticos, o 0,5 % eram de outras raças e o 1 % eram de uma mistura de raças. Do total da população o 0,62 % eram hispanos ou latinos de qualquer raça.